# Süper Lig de 2008–09
A Süper Lig de 2008–09 (também conhecida como Turkcell Süper Lig devido a razões de patrocínio) foi a 51ª temporada do Campeonato Turco de Futebol.

## Participantes
| Clube          | Técnico          | Capitão           | Estádio                      | Capacidade | Material Esportivo | Patrocinador |
| -------------- | ---------------- | ----------------- | ---------------------------- | ---------- | ------------------ | ------------ |
| Ankaragücü     | Hakan Kutlu      | Murat Erdoğan     | Estádio 19 de Maio de Ancara | 19 209     | Lotto              | Turkcell     |
| Ankaraspor     | Aykut Kocaman    | Hürriyet Gücer    | Yenikent Asaş Stadium        | 18 029     | Nike               | Turkcell     |
| Antalyaspor    | Jozef Jarabinský | Uğur Kavuk        | Antalya Atatürk Stadyumu     | 11 137     | Nike               | Mardan       |
| Beşiktaş       | Ertuğrul Sağlam  | Matías Delgado    | Estádio İnönü de Beşiktaş    | 32 086     | Umbro              | Cola Turka   |
| Bursaspor      | Samet Aybaba     | Ömer Erdoğan      | Estádio Atatürk de Bursa     | 18 517     | Kappa              | Turkcell     |
| Denizlispor    | Ali Yalçın       | Roman Kratochvíl  | Estádio Atatürk de Denizli   | 15 427     | Lescon             | Turkcell     |
| Eskişehirspor  | Rıza Çalımbay    | Emre Toraman      | Novo Estádio de Esquixequir  | 13 250     | Nike               | ETI          |
| Fenerbahçe     | Luis Aragonés    | Alex              | Estádio Şükrü Saraçoğlu      | 53 500     | Adidas             | Avea         |
| Galatasaray    | Michael Skibbe   | Ayhan Akman       | Estádio Ali Sami Yen         | 24 354     | Adidas             | Avea         |
| Gaziantepspor  | Nurullah Sağlam  | Bekir İrtegün     | Kamil Ocak Stadı             | 16 981     | Lescon             | Turkcell     |
| Gençlerbirliği | Mesut Bakkal     | Abdel El-Saqua    | Estádio 19 de Maio de Ancara | 19 209     | Lotto              | Turkcell     |
| Hacettepe      | Osman Özdemir    | Orhan Şam         | Estádio 19 de Maio de Ancara | 19 209     | Lotto              | Turkcell     |
| İstanbul B.B.  | Abdullah Avcı    | Efe İnanç         | Estádio Olímpico Atatürk     | 76 092     | Lescon             | KalPen       |
| Kayserispor    | Tolunay Kafkas   | Mehmet Topuz      | Estádio Kadir Has            | 32 864     | Adidas             | Turkcell     |
| Kocaelispor    | Engin İpekoğlu   | Serdar Topraktepe | İzmit İsmetpaşa Stadium      | 15 462     | Umbro              | Erciyas      |
| Konyaspor      | Raşit Çetiner    | Ömer Gündostu     | Konya Atatürk Stadı          | 22 559     | Lotto              | Turkcell     |
| Sivasspor      | Bülent Uygun     | Mehmet Yıldız     | Sivas 4 Eylül Stadyumu       | 15 060     | Adidas             | Turkcell     |
| Trabzonspor    | Ersun Yanal      | Hüseyin Çimşir    | Estádio Hüseyin Avni Aker    | 21 569     | Nike               | Avea         |

## Trocas de Técnico
| Equipe         | Técnico no cargo | Modo de Dispensa | Data de Saída           | Substituído por | Contratado em           |
| -------------- | ---------------- | ---------------- | ----------------------- | --------------- | ----------------------- |
| Konyaspor      | Raşit Çetiner    | Foi demitido     | 17 de setembro de 2008  | Giray Bulak     | 24 de setembro de 2008  |
| Kocaelispor    | Engin İpekoğlu   | Foi demitido     | 25 de setembro de 2008  | Yılmaz Vural    | 28 de setembro de 2008  |
| Beşiktaş       | Ertuğrul Sağlam  | Pediu demissão   | 7 de outubro de 2008    | Mustafa Denizli | 9 de outubro de 2008    |
| Ankaragücü     | Hakan Kutlu      | Foi demitido     | 20 de outubro de 2008   | Ünal Karaman    | 24 de outubro de 2008   |
| Antalyaspor    | Jozef Jarabinský | Foi demitido     | 28 de outubro de 2008   | Mehmet Özdilek  | 28 de outubro de 2008   |
| Hacettepe      | Osman Özdemir    | Pediu demissão   | 2 de novembro de 2008   | Erdoğan Arıca   | 3 de novembro de 2008   |
| Denizlispor    | Ali Yalçın       | Pediu demissão   | 2 de novembro de 2008   | Ümit Kayıhan    | 10 de novembro de 2008  |
| Gençlerbirliği | Mesut Bakkal     | Pediu demissão   | 3 de novembro de 2008   | Samet Aybaba    | 5 de novembro de 2008   |
| Bursaspor      | Samet Aybaba     | Pediu demissão   | 4 de novembro de 2008   | Güvenç Kurtar   | 4 de novembro de 2008   |
| Ankaragücü     | Ünal Karaman     | Pediu demissão   | 8 de dezembro de 2008   | Hakan Kutlu     | 2 de janeiro de 2009    |
| Bursaspor      | Güvenç Kurtar    | Pediu demissão   | 23 de dezembro de 2008  | Ertuğrul Sağlam | 2 de janeiro de 2009    |
| Kocaelispor    | Yılmaz Vural     | Pediu demissão   | 29 de dezembro de 2008  | Erhan Altın     | 17 de janeiro de 2009   |
| Denizlispor    | Ümit Kayıhan     | Foi demitido     | 5 de fevereiro de 2009  | Mesut Bakkal    | 6 de fevereiro de 2009  |
| Galatasaray    | Michael Skibbe   | Foi demitido     | 23 de fevereiro de 2009 | Bülent Korkmaz  | 23 de fevereiro de 2009 |
| Hacettepe      | Erdoğan Arıca    | Pediu demissão   | 2 de março de 2009      | Ergün Penbe     | 2 de março de 2009      |
| Gaziantepspor  | Nurullah Sağlam  | Pediu demissão   | 2 de março de 2009      | José Couceiro   | 6 de abril de 2009      |
| Konyaspor      | Giray Bulak      | Foi demitido     | 19 de maio de 2009      | Ünal Karaman    | 20 de maio de 2009      |

## Classificação Geral
Atualizado em 30 de maio de 2009[carece de fontes?]
| Campeão Turco 2008–09 |
| --------------------- |
| Beşiktaş (13º título) |

### Nota
*Empatados em pontos, o Konyaspor acabou rebaixado para a TFF 1. Lig por ter ficado em desvantagem nos confrontos diretos contra Denizlispor (1-1 em casa; 2-1 fora de casa) e Gençlerbirliği (2-2 em casa; 1-0 fora de casa).

## Resultados
| Mandante \ Visitante | MKE | ANS | ANT | BEŞ | BUR | DEN | ESK | FEN | GAL | GAZ | GEN | HAC | İBB | KAY | KOC | KON | SİV | TRA |
| -------------------- | --- | --- | --- | --- | --- | --- | --- | --- | --- | --- | --- | --- | --- | --- | --- | --- | --- | --- |
| Ankaragücü           | —   | 1–0 | 0–1 | 1–3 | 1–1 | 3–0 | 3–2 | 0–0 | 0–3 | 3–1 | 0–2 | 1–0 | 0–0 | 1–3 | 4–0 | 1–3 | 0–2 | 1–2 |
| Ankaraspor           | 0–1 | —   | 0–0 | 1–4 | 0–2 | 2–0 | 2–0 | 1–0 | 0–0 | 0–2 | 0–0 | 4–0 | 1–2 | 2–2 | 4–0 | 3–0 | 2–0 | 0–2 |
| Antalyaspor          | 1–0 | 1–1 | —   | 2–3 | 2–3 | 2–1 | 0–0 | 1–1 | 1–0 | 1–4 | 4–2 | 1–1 | 1–0 | 2–1 | 0–0 | 0–1 | 2–1 | 0–1 |
| Beşiktaş             | 1–0 | 1–3 | 1–0 | —   | 0–0 | 1–0 | 2–0 | 1–2 | 2–1 | 3–0 | 3–0 | 2–1 | 2–1 | 1–0 | 5–2 | 2–0 | 1–1 | 1–1 |
| Bursaspor            | 2–0 | 0–1 | 1–1 | 0–0 | —   | 2–0 | 1–2 | 2–1 | 2–1 | 2–2 | 2–0 | 0–0 | 2–0 | 1–0 | 1–1 | 3–0 | 1–1 | 2–1 |
| Denizlispor          | 1–1 | 2–0 | 3–2 | 1–2 | 4–3 | —   | 3–2 | 0–1 | 0–2 | 2–0 | 2–2 | 0–0 | 2–1 | 1–0 | 2–1 | 2–1 | 0–2 | 0–1 |
| Eskişehirspor        | 1–3 | 2–0 | 2–0 | 0–2 | 1–2 | 4–3 | —   | 2–2 | 4–2 | 1–1 | 0–0 | 0–0 | 6–1 | 1–0 | 2–1 | 0–0 | 2–2 | 2–5 |
| Fenerbahçe           | 1–2 | 2–0 | 2–0 | 2–1 | 5–2 | 1–0 | 2–1 | —   | 4–1 | 1–1 | 3–0 | 7–0 | 2–0 | 1–4 | 1–1 | 4–2 | 4–2 | 0–0 |
| Galatasaray          | 1–0 | 1–1 | 1–1 | 4–2 | 2–1 | 4–1 | 0–1 | 0–0 | —   | 3–1 | 2–1 | 3–1 | 2–0 | 1–1 | 2–5 | 4–1 | 2–1 | 3–0 |
| Gaziantepspor        | 2–2 | 2–0 | 1–1 | 0–3 | 2–0 | 2–1 | 1–1 | 1–0 | 0–1 | —   | 2–0 | 0–0 | 1–4 | 0–0 | 5–2 | 0–1 | 2–1 | 3–2 |
| Gençlerbirliği       | 2–0 | 1–1 | 1–2 | 1–3 | 1–2 | 0–0 | 3–1 | 1–0 | 1–3 | 1–0 | —   | 3–1 | 0–0 | 0–4 | 1–1 | 1–0 | 1–2 | 0–1 |
| Hacettepe            | 0–1 | 3–1 | 1–2 | 2–3 | 1–2 | 1–0 | 2–2 | 2–1 | 2–0 | 0–0 | 0–3 | —   | 2–1 | 0–3 | 0–4 | 1–2 | 1–2 | 1–4 |
| İstanbul B.B.        | 1–2 | 1–2 | 2–1 | 1–1 | 0–1 | 0–2 | 0–0 | 2–0 | 0–1 | 1–1 | 3–1 | 1–0 | —   | 1–0 | 5–0 | 2–0 | 0–3 | 0–4 |
| Kayserispor          | 2–0 | 1–2 | 0–0 | 1–0 | 0–0 | 2–0 | 1–0 | 0–2 | 0–0 | 3–0 | 1–3 | 1–0 | 2–0 | —   | 1–0 | 1–1 | 0–0 | 1–1 |
| Kocaelispor          | 1–1 | 3–1 | 1–0 | 1–3 | 2–3 | 3–2 | 1–0 | 2–3 | 1–4 | 2–5 | 0–2 | 4–0 | 2–3 | 1–2 | —   | 3–0 | 0–2 | 1–3 |
| Konyaspor            | 3–2 | 3–0 | 2–0 | 0–0 | 0–0 | 1–1 | 1–2 | 1–2 | 0–1 | 2–3 | 2–2 | 2–0 | 1–2 | 0–0 | 2–0 | —   | 0–0 | 2–3 |
| Sivasspor            | 3–0 | 1–1 | 1–0 | 1–1 | 3–1 | 3–1 | 1–0 | 2–1 | 2–0 | 3–0 | 3–2 | 2–1 | 1–2 | 0–0 | 2–0 | 1–0 | —   | 3–0 |
| Trabzonspor          | 2–1 | 2–0 | 3–2 | 0–0 | 1–0 | 0–2 | 2–1 | 1–2 | 2–2 | 1–1 | 2–0 | 1–0 | 0–0 | 4–1 | 2–1 | 0–1 | 0–0 | —   |

## Artilheiros
Atualizado em 30 de maio de 2009[carece de fontes?]
| Pos. | Jogador          | Clube         | Gols |
| ---- | ---------------- | ------------- | ---- |
| 1    | Milan Baroš      | Galatasaray   | 19   |
| 2    | Taner Gülleri    | Kocaelispor   | 17   |
| 3    | Gökhan Ünal      | Trabzonspor   | 14   |
| 3    | Umut Bulut       | Trabzonspor   | 14   |
| 3    | Mehmet Yıldız    | Sivasspor     | 14   |
| 6    | Sercan Yıldırım  | Bursaspor     | 13   |
| 6    | Souleymane Youla | Eskişehirspor | 13   |
| 8    | Bobô             | Beşiktaş      | 12   |
| 8    | Rodrigo Tabata   | Gaziantepspor | 12   |
| 10   | Alex             | Fenerbahçe    | 11   |
| 10   | Daniel Güiza     | Fenerbahçe    | 11   |
| 10   | Beto             | Gaziantepspor | 11   |